# Falsexocentroides carinipennis
Falsexocentroides carinipennis là một loài bọ cánh cứng trong họ Cerambycidae.